# Trypanalebra maculata
Trypanalebra maculata är en insektsart som först beskrevs av Baker 1903.  Trypanalebra maculata ingår i släktet Trypanalebra och familjen dvärgstritar. Inga underarter finns listade i Catalogue of Life.